# سلسلة منافسات دانا وايت (الموسم 6)
بدأ الموسم السادس من سلسلة منافسات دانا وايت في يوليو 2022 وهو حصري في الولايات المتحدة لـ إي إس بي إن+، حزمة الاشتراك الجديدة المتميزة من إي إس بي إن.